# La Petite Loge
 (février 2022).
La Petite Loge est une salle de spectacles spécialisée dans l'humour (stand-up et seul-en-scène), située au quartier Saint-Georges, dans le 9e arrondissement de Paris.

## Historique
La salle de spectacle « La Petite Loge » (anciennement « La Loge » rebaptisée deux ans après sa création, par Alice Vivier et Lucas Bonnifait) est le plus petit théâtre de Paris avec ses 16 mètres carrés et sa scène de 2 mètres carrés, elle a sa forme actuelle depuis 2008. Au sein de la direction actuelle, Perrine Blondel est la première à prendre les rênes dès 2008 et Mélissa Rojo la rejoint en 2017.
Le choix d'orienter la direction artistique vers le stand-up intervient vers 2016. La politique de programmation artistique du lieu repose sur des auditions : 20 minutes de jeu, suivies d'une discussion sur le projet artistique de l'artiste. Cette salle a ainsi accueilli les premières créations de Gaspard Proust, Marina Rollman, Paul Mirabel, Rosa Bursztein, Haroun ou encore Arnaud Ducret. La programmation comprend également certaines représentations ponctuelles qui permettent à des artistes plus expérimentés de se roder, comme Hakim Jemili avant l'Olympia en janvier 2022.
Les recettes sont réparties équitablement entre le théâtre et l'artiste sans minimum garanti pour la salle.